# Ordre de bataille lors de la bataille de la Monongahela
 (mars 2021).
Si vous disposez d'ouvrages ou d'articles de référence ou si vous connaissez des sites web de qualité traitant du thème abordé ici, merci de compléter l'article en donnant les références utiles à sa vérifiabilité et en les liant à la section « Notes et références ».
Ce qui suit est l'ordre de bataille des forces militaires en présence lors de la bataille de la Monongahela, qui eut lieu le 9 juillet 1755 pendant la guerre de Sept Ans.

## Royaume de France
Les troupes Françaises sont sous les ordres du capitaine Daniel-Hyacinthe-Marie Liénard de Beaujeu qui sera tué lors de l'engagement.
- Compagnies Franches de la Marine (108 hommes dont 36 officiers/sous-officiers et 72 soldats) ;
- Milice Canadienne (146 hommes) ;
- Indiens (637 hommes).

## Royaume de Grande-Bretagne
Les troupes britanniques sont sous les ordres du général Edward Braddock qui sera tué lors de l'engagement.
- 44th Regiment of Foot (en) (700 hommes)
- 48th Regiment of Foot (en) (650 hommes)
- Compagnie de charpentiers du capitaine Polson (48 hommes)
- Compagnie de charpentiers du capitaine Mercer (35 hommes)
- Rangers du Maryland du capitaine Dagworthy (49 hommes)
- Compagnie indépendante de New York du capitaine Rutherford (95 hommes)
- Compagnie indépendante de New York du capitaine Gates (?? hommes)
- Rangers de Caroline du Nord du capitaine Dobbs (80 hommes)
- Détachement de Caroline du Sud du capitaine Demerie (97 hommes)
- Rangers de Virginie du capitaine Peronee (47 hommes)
- Rangers de Virginie du capitaine Wagner (45 hommes)
- Rangers de Virginie du capitaine Steven (48 hommes)
- Rangers de Virginie du capitaine Hogg (40 hommes)
- Rangers de Virginie du capitaine Cox (48 hommes)
- Marins de la Royal Navy (30 hommes)
- Indiens éclaireurs (8 hommes))
- 150 chariots avec les conducteurs et les équipes
- Artillerie (17 officiers/sous-officiers et ?? soldats)
  - 4 canons de 6 pounders
  - 2 canons x 12 pounders
  - 8 autres canons
  - 3 obusiers